# These Are Special Times
These Are Special Times é o primeiro álbum de Natal em inglês e o sexto em língua inglesa da cantora canadense Céline Dion, foi lançado em  1998. Esse álbum foi relançado em alguns países em 28 de Setembro de 2007, com o título de "Ihre Schönsten Weihnachtslieder", incluindo as mesmas músicas, mas com uma capa diferente.
O álbum fez muito sucesso com o single "I'm Your Angel" (primeiro lugar nos E.U.A),  depois foi lançada nas rádios "The Prayer" em dueto com o tenor Andrea Bocelli (oitavo lugar no Canadá). Depois uma outra música, "Don't Save It All for Christmas Day", também foi lançada nas rádios.
O álbum foi um grande sucesso comercial e um grande marco na carreira de Celine Dion. Ultrapassou as 16 milhões de cópias vendidas no mundo todo.

## Faixas
| #            | Título                                               | Compositores                                                | Duração |
| ------------ | ---------------------------------------------------- | ----------------------------------------------------------- | ------- |
| 1.           | "O Holy Night"                                       | Adolphe Charles Adam, Placide Cappeau, John Sullivan Dwight | 5:21    |
| 2.           | "Don't Save It All for Christmas Day"                | P. Zizzo, Ric Wake, Celine Dion                             | 4:37    |
| 3.           | "Blue Christmas"                                     | Jay Johnson, Bill Hayes                                     | 3:48    |
| 4.           | "Another Year Has Gone By"                           | Bryan Adams, E. Kennedy                                     | 3:24    |
| 5.           | "The Magic of Christmas Day (God Bless Us Everyone)" | D. Snider                                                   | 4:17    |
| 6.           | "Ave Maria"                                          | Franz Schubert                                              | 4:55    |
| 7.           | "Adeste Fideles"                                     | Tradicional                                                 | 4:43    |
| 8.           | "The Christmas Song"                                 | Mel Tormé, Robert Wells                                     | 4:13    |
| 9.           | "The Prayer" (com Andrea Bocelli)                    | David Foster, Carole Bayer Sager, A. Testa, T. Renis        | 4:29    |
| 10.          | "Brahms' Lullaby"                                    | Johannes Brahms                                             | 3:32    |
| 11.          | "Christmas Eve"                                      | M. Christensen, Curt Frasca                                 | 4:16    |
| 12.          | "These Are the Special Times"                        | Diane Warren                                                | 4:08    |
| 13.          | "Happy Xmas (War Is Over)"                           | John Lennon, Y. Ono                                         | 4:14    |
| 14.          | "I'm Your Angel" (com R. Kelly)                      | R. Kelly                                                    | 5:31    |
| 15.          | "Feliz Navidad"                                      | Jose Feliciano                                              | 3:40    |
| 16.          | "Les cloches du hameau"                              | Albert Larrieu                                              | 3:10    |
| versão Japão |                                                      |                                                             |         |
| 17.          | "My Heart Will Go On" (instrumental)                 | James Horner, Will Jennings                                 | 4:40    |
| DVD          |                                                      |                                                             |         |
| 1.           | "The Power of Love"                                  | C. Rouge, G. Mende, M.S. Applegate, Jennifer Rush           |         |
| 2.           | "Do You Hear What I Hear?" (com Rosie O'Donnell)     | Noel Regney, G. Shayne                                      |         |
| 3.           | "O Holy Night"                                       | Adolphe Charles Adam, Placide Cappeau, John Sullivan Dwight |         |
| 4.           | "Because You Loved Me"                               | D. Warren                                                   |         |
| 5.           | "Let's Talk About Love"                              | B. Adams, Jean-Jacques Goldman, E. Kennedy                  |         |
| 6.           | "The First Time Ever I Saw Your Face"                | Ewan MacColl                                                |         |
| 7.           | "My Heart Will Go On"                                | J. Horner, W. Jennings                                      |         |
| 8.           | "The Prayer" (com Andrea Bocelli)                    | D. Foster, C. Bayer Sager, A. Testa, T. Renis               |         |
| 9.           | "Ave Maria" (cantado por Andrea Bocelli)             | F. Schubert                                                 |         |
| 10.          | Créditos finais                                      | J. Feliciano, D. Warren                                     |         |

1. ↑  http://www.celinedioncharts.com/byalbum.htm